# Lista de motores de renderização
Esta é uma lista de motores de renderização conhecidos. Embora todos os aplicativos que exibam conteúdo com base em HTML usem motores de renderização, nem todos os motores de renderização são nomeados por seus desenvolvedores.
A maioria dos motores listados aqui são usados principalmente em navegadores da web (onde o motor de renderização também é conhecido como um motor de navegador web).

## Gráfico - corrente
- Dillo – para Dillo
- Trident – para Internet Explorer
  - EdgeHTML – para Microsoft Edge
- Gecko – para Firefox, Camino, K-Meleon, SeaMonkey, Netscape, e outros navegadores baseados em Gecko
  - Goanna – para Pale Moon, Basilisk
- KHTML – para Konqueror
  - WebKit – para iOS (incluindo o Safari móvel, WebViews dentro de aplicativos de terceiros e clipes da web), Safari, Arora, Midori, OmniWeb (desde a versão 5), Shiira, iCab desde a versão 4, Web, SRWare Iron, Rekonq, Sleipnir, no Maxthon 3 e Google Chrome até a versão 27
    - Blink – para Google Chrome, Opera versão 15+,[1] Sleipnir versão 5+, e Maxthon versão 4.2+
- MARTHA (layout engine) – para RealObjects
- NetFront – para Access NetFront
- NetSurf – para NetSurf
- Prince
- Robin - para !Thebat
- Servo – desenvolvido por Mozilla e Samsung, escrito em Rust[2]
- Tkhtml – for hv3
- Links2, quando lançado com a bandeira -g. ChangeLog

## Baseado em texto
- Links
- Lynx
- W3m

## Histórico
- Boxely – para aplicativos da AOL
- GtkHTML – para Novell Evolution e outros programas GTK+
- HTMLayout – mecanismo de renderização de HTML/CSS incorporável - componente para sistemas operacionais Windows e Windows Mobile
- iCab – para iCab 1–3
- Mariner – para o nunca lançado Netscape Communicator 5
- OmniWeb – para OmniWeb 1–4
- Presto – Opera 7–15, Macromedia Dreamweaver MX e MX 2004 (Mac), e Adobe Creative Suite 2
- Tasman – para Internet Explorer 5 for Mac, Microsoft Office 2004 for Mac, e Microsoft Office 2008 for Mac.
- Trident – para Internet Explorer desde a versão 4.0 econtroles do WebBrowser incorporados (como shells do Internet Explorer, Maxthon e alguns tocadores de mídia)

## Comparativo geral
As tabelas a seguir comparam informações gerais e técnicas em vários motores de navegadores da Web. Embora estes sejam usados principalmente em navegadores da Web, eles também são usados em clientes de e-mail para renderizar e-mails escritos em HTML, e usados para renderizar e-books no formato ePUB, por exemplo. A quantidade de motores que permanecem em desenvolvimento é muito menor que o que está disponível para a maioria dos outros tipos de software de desktop. A menos que seja especificado de outra maneira nas notas de rodapé, as comparações são baseadas nas versões estáveis sem quaisquer complementos, extensões ou programas externos.
Informação geral básica sobre os motores: criador/companhia, licença, etc.
| Motor    | Desenvolvedor(es)                               | Licença de software | Aplicativo principal      |
| -------- | ----------------------------------------------- | ------------------- | ------------------------- |
| Blink    | The Chromium Project e outros                   | GNU LGPL, BSD       | Google Chrome             |
| Dillo    | Desenvolvedores do Dillo                        | GNU LGPL            | Dillo                     |
| EdgeHTML | Microsoft                                       | Proprietário        | Edge                      |
| Gecko    | Mozilla Foundation/Mozilla Corporation e outros | MPL                 | Mozilla Firefox           |
| Goanna   | Moonchild Productions                           | MPL                 | Pale Moon                 |
| GtkHTML  | GNOME                                           | GNU LGPL            | Novell Evolution          |
| Hubbub   | Andrew Sidwell                                  | MIT                 | NetSurf                   |
| iCab     | Alexander Clauss                                | Proprietário        | iCab                      |
| KHTML    | KDE                                             | GNU LGPL            | Konqueror                 |
| NetFront | Access Co.                                      | Proprietário        | NetFront                  |
| Presto   | Opera Software                                  | Proprietário        | Opera                     |
| Prince   | YesLogic Pty Ltd                                | Proprietário        | Prince                    |
| Tasman   | Microsoft                                       | Proprietário        | Internet Explorer for Mac |
| The Bat! | Ritlabs                                         | Proprietário        | The Bat!                  |
| Trident  | Microsoft                                       | Proprietário        | Internet Explorer         |
| Servo    | Mozilla Research e outros                       | MPL                 |                           |
| WebKit   | Apple Inc. e outros                             | GNU LGPL, BSD       | Apple Safari              |
| XEP      | RenderX                                         | Proprietário        | XEP                       |

## Histórico de lançamentos
Visão geral do histórico de lançamentos.
| Motor    | Primeiro lançamento público | Primeiro lançamento público | Primeiro lançamento estável | Primeiro lançamento estável | Último lançamento estável                                                     | Último lançamento estável                                                     |
| Motor    | Data                        | Versão                      | Data                        | Versão                      | Data                                                                          | Versão                                                                        |
| -------- | --------------------------- | --------------------------- | --------------------------- | --------------------------- | ----------------------------------------------------------------------------- | ----------------------------------------------------------------------------- |
| Blink    | 3 de abril de 2013          | Sem número                  | 3 de abril de 2013          | Sem número                  | —                                                                             | Somente versão SVN                                                            |
| EdgeHTML | 12 de novembro de 2014      | 12.0                        | 15 de julho de 2015         | 12.10240                    | 17 de outubro de 2017                                                         | 16.16299                                                                      |
| Gecko    | 7 de dezembro de 1998       | "Preview"                   | 19 de março de 1999         | M3                          | Padrão 127.0 (11 de junho de 2024) [±] ESR 115.12.0 (11 de junho de 2024) [±] | Padrão 127.0 (11 de junho de 2024) [±] ESR 115.12.0 (11 de junho de 2024) [±] |
| Goanna   | 4 de agosto de 2015         | "Preview"                   | 26 de janeiro de 2016       | 2.0                         | 22 de novembro de 2016                                                        | 3.0                                                                           |
| GtkHTML  | 2000                        | ?                           | 2000                        | ?                           | 14 de dezembro de 2009                                                        | 3.28.2                                                                        |
| Hubbub   | 22 de abril de 2002         | ?                           | 17 de maio de 2007          | 1.0                         | 16 de fevereiro de 2016                                                       | 3.3                                                                           |
| iCab     | 1998                        | ?                           | 1998                        | ?                           | 1 de janeiro de 2008                                                          | 3.0.5                                                                         |
| KHTML    | Outubro de 2000             | ?                           | Outubro de 2000             | ?                           | 4 de agosto de 2009                                                           | 4.3                                                                           |
| NetFront | 1995                        | ?                           | 1995                        | ?                           | 13 de janeiro de 2010                                                         | 4.0                                                                           |
| Presto   | 13 de novembro de 2002      | 1.0                         | 28 de janeiro de 2003       | 1.0                         | 5 de novembro de 2012                                                         | 2.12.388                                                                      |
| Prince   | Abril de 2003               | 1.0                         | Abril de 2003               | 1.0                         | Agosto de 2017                                                                | 11.3                                                                          |
| Tasman   | 27 de março de 2000         | 0                           | 27 de março de 2000         | 0                           | 11 de maio de 2004                                                            | 1.0                                                                           |
| The Bat! | 27 de abril de 2000         | 1.32                        | 27 de abril de 2000         | 1.32                        | 24 de agosto de 2009                                                          | 4.2.10                                                                        |
| Trident  | Abril de 1997               | Sem número                  | Outubro de 1997             | Sem número                  | 17 de outubro de 2013                                                         | 7.0                                                                           |
| WebKit   | 7 de janeiro de 2003        | 48                          | 23 de junho de 2003         | 85                          | —                                                                             | Somente versão SVN                                                            |
| XEP      | 1999                        | fo2pdf                      | ?                           | ?                           | Março de 2010                                                                 | 4.18                                                                          |

## Suporte a sistema operacional (ou operativo)
Os sistemas operacionais em que os motores podem ser executados sem emulação.
| Engine   | Windows               | macOS                 | Linux                 | BSD                   | Unix                  | Symbian OS    |
| -------- | --------------------- | --------------------- | --------------------- | --------------------- | --------------------- | ------------- |
| Blink    | Sim                   | Sim                   | Sim                   | Sim                   | Sim                   | Não           |
| Dillo    | Sim                   | Sim                   | Sim                   | Sim                   | Sim                   | Não           |
| EdgeHTML | Sim                   | Não                   | Não                   | Não                   | Não                   | Não           |
| Gecko    | Sim                   | Sim                   | Sim                   | Sim                   | Sim                   | Não           |
| Goanna   | Sim                   | Sim                   | Sim                   | Sim                   | Desconhecido          | Não           |
| GtkHTML  | Sim                   | Sim                   | Sim                   | Sim                   | Sim                   | Não           |
| Hubbub   | Não                   | Sim                   | Sim                   | Sim                   | Sim                   | Não           |
| iCab     | Não                   | Sim                   | Não                   | Não                   | Não                   | Não           |
| KHTML    | Sim                   | Sim                   | Sim                   | Sim                   | Sim                   | Sim           |
| NetFront | Parcial               | Não                   | Sim                   | Não                   | Não                   | Descontinuado |
| Presto   | Descontinuado (12.16) | Descontinuado (12.16) | Descontinuado (12.16) | Descontinuado (12.16) | Descontinuado (10.11) | Sim           |
| Prince   | Sim                   | Sim                   | Sim                   | Sim                   | Sim                   | Não           |
| Servo    | Sim                   | Sim                   | Sim                   | Desconhecido          | Desconhecido          | Não           |
| Tasman   | Não                   | Descontinuado (5.2.3) | Não                   | Não                   | Não                   | Não           |
| The Bat! | Sim                   | Não                   | Não                   | Não                   | Não                   | Não           |
| Trident  | Sim                   | Não                   | Não                   | Não                   | Descontinuado (5.0)   | Não           |
| WebKit   | Sim                   | Sim                   | Sim                   | Sim                   | Sim                   | Sim           |
| XEP      | Sim                   | Sim                   | Sim                   | Sim                   | Sim                   | Não           |

## Prefixos
- Trident: -ms- — Todas as propriedades experimentais são prefixadas com "-ms-", ex. -ms-interpolation-mode ao invés de interpolation-mode.
- Gecko: -moz- — Todos os seletores, propriedades e valores experimentais são prefixadas com "-moz-", ex. ::-moz-selection ao invés de ::selection.
- WebKit: -webkit- — Todos os seletores, propriedades e valores experimentais são prefixados com "-webkit-", ex. -webkit-box-shadow ao invés de box-shadow.
- KHTML: -khtml- — Todos os seletores, propriedades e valores experimentais são prefixados com "-khtml-", ex. -khtml-opacity ao invés de opacity.
- Presto:
  - -xv- — Todos os novos seletores, propriedades e valores introduzidos pelo CSS3 Speech Module são prefixados com "-xv-", ex. -xv-voice-rate ao invés de voice-rate.
  - -o- — Todas as propriedades são prefixadas com "-o-", ex. -o-transition-property ao invés de transition-property.